# 시로타촌
시로타촌(城田村)은 사가현 간자키군에 설치되었던 촌이다. 현재의 간자키시에 해당한다.